# Ley 243 Contra el Acoso y Violencia Política hacia las Mujeres
La Ley 243 Contra el Acoso y Violencia Política hacia las Mujeres es una normativa de la legislación boliviana  promulgada el 28 de mayo de 2012 durante el gobierno del expresidente Evo Morales Ayma. La norma se funda en la Constitución Política del Estado de Bolivia y los Tratados internacionales ratificados por el Estado boliviano sobre Derechos Humanos referidos a las mujeres.
La Ley tiene el objeto de proteger a las mujeres bolivianas, en calidad de candidatas, electas, designadas o en ejercicio de la función pública, contra el acoso y violencia política de la que pudieran ser objeto durante sus actividades de fiscalización, a través de mecanismos de prevención, atención, y sanción de estos ilícitos, y de ese modo garantizar el ejercicio pleno de los derechos políticos de las mujeres en Bolivia.

## Antecedentes
La Ley 243 fue impulsada y promulgada luego del violento asesinato de la exconcejala de Ancoraimes, Juana Quispe Apaza, descubierto el 13 de marzo de 2012.La concejala, en el año 2011, había denunciado amenazas de muerte en su contra ante la Asociación de Concejalas y Alcaldesas de Bolivia (ACOBOL), por haberse negado a renunciar al cargo que ejercía, y emprender procesos judiciales para asumir defensa del mismo.  Tras recibir y asistir a una invitación del alcalde de Ancoraimes, Félix Huanca, no se tuvo más noticias sobre Quispe, que luego fue encontrada sin vida en el río Orkojahuira, en la ciudad de La Paz. Este hecho provocó protestas que derivaron en la creación de la Ley, que fue promulgada dos meses después. 
La ley define los actos determinados como acoso o violencia política contra las mujeres.

## Decreto Reglamentario
La Ley 243 fue reglamentada mediante Decreto Supremo número 2935 de fecha 5 de octubre de 2016, igualmente emitido durante el gobierno de Evo Morales Ayma. Consta de 20 artículos, que tienen por objeto ampliar las definiciones establecidas por la ley, definir ciertos mecanismos de prevención y atención de casos de acoso y violencia política, y establecer un régimen administrativo para el tratamiento de faltas disciplinarias en la función pública. 